# Christian Metz
Pour les articles homonymes, voir Metz (homonymie).
Christian Metz, né à Béziers le 12 décembre 1931 et mort à Paris le 7 septembre 1993, est un théoricien français de la sémiologie du cinéma.

## Biographie
Christian Metz est normalien (promotion 1951).
Ses travaux constituent à la fois une contribution à la théorie française du cinéma et à la sémiotique visuelle. 
Christian Metz a enseigné à l'École des hautes études en sciences sociales (EHESS).
En 1964 il publie l'article « Le cinéma, langue ou langage ? » dans la revue Communications et poursuit ses essais sur le langage cinématographique durant 25 ans avec : Essais sur la signification au cinéma (1968 et 1973), Langage et Cinéma (1971), les Essais sémiotiques (1977), Le Signifiant imaginaire (1977).
Il s'est suicidé dans la nuit du 6 au 7 septembre 1993.
Christian Metz a fondé son projet sémiologique du cinéma sur le structuralisme linguistique puis sur la psychanalyse de Lacan. Il est reconnu entre autres pour sa grande syntagmatique.
Ses travaux ont été critiqués par Jean Mitry en 1987 dans son ouvrage La Sémiologie en question, et avec virulence par Jean-François Tarnowski dans la revue Positif.